# Le Meix-Tiercelin

Le Meix-Tiercelin este o comună în departamentul Marne, Franța. În 2009 avea o populație de 191 de locuitori.